# サルタリジンシンターゼ
サルタリジンシンターゼ（salutaridine synthase）は、イソキノリンアルカロイド生合成酵素の一つで、次の化学反応を触媒する酸化還元酵素である。
(R)-レチクリン + NADPH + H+ + O2 {\displaystyle \rightleftharpoons } サルタリジン + NADP+ + 2 H2O
この酵素の基質は(R)-レチクリン、NADPH、H+とO2で、生成物はサルタリジン、NADP+とH2Oである。
組織名は(R)-reticuline,NADPH:oxygen oxidoreductase (C-C phenol-coupling)で、別名に(R)-reticuline oxidase (C-C phenol-coupling)がある。